# Abbaye du Val profond (Bièvres)
Ne doit pas être confondu avec Chartreuse de Notre-Dame de Valprofonde.
L'abbaye Notre-Dame du Val-Profond est une ancienne abbaye fondée au XIIe siècle à Bièvres, dans l'actuel département de l'Essonne. 

## Histoire
Elle prit le nom de Val-de-Grâce vers la fin du XVe siècle ou le commencement du XVIe siècle.
En 1621, elle fut transférée à Paris, sur les terrains de l'ancien hôtel du Petit-Bourbon, pour devenir l'abbaye royale du Val-de-Grâce, sous la protection d'Anne d'Autriche de qui était proche l'abbesse Marguerite de Vény d'Arbouze (1580-1626).  
Après le transfert de l'abbaye à Paris, le domaine appartint, notamment, en 1725  à Georges Mareschal, seigneur de Bièvres et premier chirurgien du roi Louis XIV, puis, cent ans plus tard, à l'écrivain Frédéric Soulié. 
Aujourd'hui ne subsistent que des vestiges de bâtiments (corps de ferme, quelques amorces des arceaux du cloître, fragment de l'église, et autres éléments architecturaux), ainsi que les restes de la dalle funéraire de Marguerite le Jongleux : native de Paris, elle vint de l'abbaye de Montmartre pour travailler à la réforme de l'abbaye, en 1541 ; démissionnaire, elle resta mère antique jusqu'à sa mort.

## Désignation
Elle était également désignée comme :
- Abbatia Sanctae Mariae Vallis Gratiae: abbaye de Sainte Marie du Val-de-Grâce ;
- Abbatia Vallis Gratiae Beatae Mariae ad Praesepe: abbaye du Val-de-Grâce de la Bienheureuse Marie à la Crèche.

## Liste des abbesses
- 1204-12?? : Marie I
- 12??-1213 : Étiennette de Villeneuve
- 1213-1232 : Édouarde
- 1232-1282 : Marie II
- 1282-1300 : Agnès
- 1300-1349 : Jeanne I
- 1349-1377 : Mabille de Champlâtreux
- 1377-1399 : Denise La Ninode
- 1399-1401 : Jeanne II La Ninode
- 1401-1440 : Marguerite I du Rouvray
- 1440-1451 : Marguerite II de Prez
- 1451-1469 : Jeanne III Hermade
- 1469-1480 : Guillemette de Sully
- 1480-1481 : Philippa de Rondon
- 1481-1494 : Antoinette de Conan
- 1494-1511 : Catherine de Torcy
- 1511-1515 : Jacqueline de Ballieu
- 1515-1520 : Anne I de Broyes
- 1520-1541 : Ursule Enjorrant
- 1541-1545 : Marguerite III Le Jongleux
- 1545-1558 : Isabelle Charles
- 1558-1568 : Anne II de Harville
- 1568-1574 : Françoise Jabin
- 1574-1576 : Anne III Le Bret
- 1576-1613 : Louise I de Reilhac
- 1613-1618 : Hélène Brunet
- 1618-1621 : Marguerite IV de Vény d'Arbouze, transfert à Paris.

## Religieuses et personnalités célèbres
- Hildegarde de Senlis, religieuse transférée en 1132 comme première abbesse de l'abbaye Notre-Dame d'Yerres[3].
- Marguerite de Vény d'Arbouze (1580-1626) : première abbesse et réformatrice de l'abbaye royale du Val de Grâce[4].